# Coleophora purifica
Coleophora purifica é uma espécie de mariposa do gênero Coleophora pertencente à família Coleophoridae.